# Godziejewo
Godziejewo (deutsch Refusowisna, 1921–1945 Rehfeld) ist ein Ort in der polnischen Woiwodschaft Ermland-Masuren und gehört zur Landgemeinde Wieliczki (Wielitzken, 1938–1945 Wallenrode) im Powiat Olecki (Kreis Oletzko, 1933–1945 Kreis Treuburg).

## Geographische Lage
Godziejewo liegt im Osten der Woiwodschaft Ermland-Masuren unweit der Grenze zur Woiwodschaft Podlachien, der einstigen Staatsgrenze zwischen Deutschland und Polen. Die Kreisstadt Olecko (Marggrabowa, umgangssprachlich auch Oletzko, 1928–1945 Treuburg) ist sieben Kilometer in westlicher Richtung entfernt.

## Geschichte
Der seinerzeit Meytzen genannte kleine Ort wurde im Jahr 1557 gegründet. Nach 1785 Refussowisna und bis 1938 Refusowisna genannt, bestand er aus mehreren kleinen Höfen und Gehöften. 1874 wurde er in den neu errichteten Amtsbezirk Markowsken (polnisch Markowskie) eingegliedert, der – 1938 in Amtsbezirk Markau (Ostpr.) umbenannt – bis 1945 bestand und zum Kreis Oletzko (1933–1945 Kreis Treuburg) im Regierungsbezirk Gumbinnen der preußischen Provinz Ostpreußen gehörte.
Im Jahr 1910 verzeichnete Refusowisna 89 Einwohner. Am 23. März 1921 wurde es in Rehfeld umbenannt. Die Zahl der Einwohner verringerte sich bis 1933 auf 65 und belief sich 1939 noch auf 58.
Aufgrund der Bestimmungen des Versailler Vertrags stimmte die Bevölkerung im Abstimmungsgebiet Allenstein, zu dem Refusowisna gehörte, am 11. Juli 1920 über die weitere staatliche Zugehörigkeit zu Ostpreußen (und damit zu Deutschland) oder den Anschluss an Polen ab. In Refusowisna stimmten 49 Einwohner für den Verbleib bei Ostpreußen, auf Polen entfiel keine Stimme.
In Kriegsfolge kam der Ort 1945 mit dem gesamten südlichen Ostpreußen zu Polen und erhielt die polnische Bezeichnung Godziejewo. Heute ist er eine Ortschaft im Verbund der Landgemeinde Wieliczki (Wielitzken, 1938–1945 Wallenrode) im Powiat Olecki (Kreis Oletzko, 1933–1945 Kreis Treuburg), bis 1998 der Woiwodschaft Suwałki, seither der Woiwodschaft Ermland-Masuren zugehörig.

## Religionen
Bis 1945 war Refusowisna in den Pfarrsprengel Eichhorn der evangelischen Pfarrei Mierunsken/Eichhorn (polnisch Mieruniszki/Szczecinki) in der Kirchenprovinz Ostpreußen der Evangelischen Kirche der Altpreußischen Union sowie in die katholische Pfarrkirche Marggrabowa/Treuburg (Olecko) im Bistum Ermland eingepfarrt.
Heute gehört Godziejewo katholischerseits zur Pfarrkirche Szczecinki (Sczeczinken, 1916–1945 Eichhorn) mit der Filialkirche Krupin (Krupinnen) im Bistum Ełk der Römisch-katholischen Kirche in Polen. Evangelische Kirchenglieder halten sich zur Pfarrkirche in Suwałki mit der Filialkirche Gołdap in der Diözese Masuren der Evangelisch-Augsburgischen Kirche in Polen.

## Verkehr
Godziejewo liegt ein wenig abseits vom Verkehrsgeschehen und ist über eine untergeordnete Nebenstraße von Krupin (Krupinnen) aus in Richtung Krzyżewko (Krzysöwken, 1927–1945 Kreuzdorf) zu erreichen. Eine Bahnanbindung besteht nicht.